# Adam Foote
Adam David Vernon Foote (Whitby, 10 luglio 1971) è un ex hockeista su ghiaccio canadese.

## Carriera
Nel corso della sua carriera ha militato, tra le altre, con Quebec Nordiques (1991-1995), Colorado Avalanche (1995-2004 e 2008-2011) e Columbus Blue Jackets (2005-2008). Ha vinto la Stanley Cup nel 1996 e nel 2001 con i Colorado Avalanche.
Ha vinto la medaglia d'oro olimpica alle Olimpiadi invernali 2002 di Salt Lake City, trionfando con la sua nazionale nel torneo maschile. Nelle sue partecipazioni alla World Cup of Hockey ha conquistato una medaglia d'oro (2004) e una medaglia d'argento (1996).